# 氷の華
『氷の華』（こおりのはな）は、天野節子による日本の小説及び、本作を原作としたテレビドラマ。
作者の小説家デビュー作。2006年に幻冬舎ルネッサンスから自費出版され、2007年に単行本として幻冬舎から出版された。当初は別の出版社で発売予定であったが、直前にその出版社が倒産してしまい、「世に出すべきじゃないか」という編集担当の言葉に導かれ、別の出版社を探し幻冬舎ルネッサンスから発売が決まったという。自費出版からベストセラーとなったことで注目され、著者は2008年9月4日放送の『徹子の部屋』に出演した。Web漫画雑誌『スピカ』で、2008年10月号から東城和実によって漫画連載がされている。

## 概要
『氷の華』（天野節子・著）幻冬舎ルネッサンス刊。ISBNコード：4779000726。出版年月日は2006年9月30日。

## あらすじ
夫が出張中のある日、妻の恭子の元に、関口真弓と名乗る女から電話がかかってくる。その女は隆之の愛人で、隆之の子を妊娠していると高圧的な態度で恭子に明かす。不妊症だった恭子はその事実に愕然とする。子どもができない上に家事もろくにできない女に妻の資格はないと罵られ、はらわたが煮えたぎる思いの恭子は、夫が出張中の内にと関口真弓を毒殺する。
犯行は完璧だった。証拠も一切残さなかった。しかし、事件の報道をどんなに待っても、関口真弓が妊娠していたという事実はない。夫は彼女との関係を認めたが、しっくり来ないものがあった。自分は一体誰を殺したのか、あの電話の主とは別人だったのか、自分は嵌められたのではないかと疑心暗鬼になる恭子だが、捜査の手は確実に迫っていく。

## 登場人物

### 主要人物
瀬野 恭子（せの きょうこ）
専業主婦。小学校から大学まで女子校だった。昔のままの体型と美貌を保っている。中学生の時に両親を航空事故で亡くして以来、叔父夫婦に育てられた。叔父は東陽事務機の常務だった。自宅は500坪の土地に立つ日本家屋で、旧家として雑誌に取り上げられるほど立派。スイミングやテニスなどのスクールに通っている。唯一する家事は、夫がビールを飲むグラスを冷やしておくこと。
瀬野 隆之（せの たかゆき）
恭子の夫。東陽事務機営業部長。長身のスポーツマンタイプで、人当たりも良い。36歳。妻が常務の姪ということもあり、出世が早かった。事件当日はシンガポールへ出張していた。
自称・関口 真弓（せきぐち まゆみ）
隆之の愛人と名乗った女。妊娠5カ月。恭子に離婚を迫る。甘ったるい喋り方で字も下手。
被害者・関口 真弓
33歳。事務メーカーの経理課OL。離婚歴がある。美人でもおしゃれでもなく、無口で暗い性格のため社内では孤立していた。

### 警察関係者
戸田 克巳
警視庁捜査一課の警部補。ベテラン刑事。妻・頼子と2人の娘と暮らしている。
篠原 貞夫
検察官。戸田とは仕事を通して、10年来の付き合い。
大塚 宗雄
練馬西署の新鋭。
橋本
練馬西署の刑事課長。捜査の指揮を取る。
田辺
大塚の同僚。若手の刑事。

### 東陽事務機
水野 真一
被害者の直属の上司。経理課長。40代半ば。
佐伯 玉緒
遺体の第一発見者。被害者の同僚。22歳。
上田 加奈子
東陽事務機社員。
田代 幸恵
東陽事務機社員。
中野（藤田） 久美子
被害者と割と仲が良かったらしい。2年前に寿退職している。

### その他
佐久間 光男
T自動車の営業マン。
高橋 康子
恭子の友人。長らくニューヨークに住んでいたが、帰国。現在は出版社に勤めている。恭子の自宅を取材する。
滝口 好美（たきぐち よしみ）
恭子の友人。舞台女優。
杉野 妙子
瀬野家の家政婦。
山本 奈津子
被害者の隣人。
田村 幸子
被害者の隣人。隆之が真弓の部屋に出入りするのを目撃。
吉岡 達郎
恭子の叔父。東陽事務機創立者の一人。1年前に亡くなっている。
浜口 ゆかり
恭子の友人。趣味で彫金をやっている。
勝本 美代
犯行日、恭子がワイン売り場でぶつかった老婦人。
島田 美津子
軽井沢にある恭子の別荘の管理人。
和歌子
恭子が隆之と婚約していた頃、彼のスーツのポケットから見つけた手紙の差出人。当時隆之と交際していたらしき女性。
名取 悦男
恭子の弁護士。恭子の父の弟子だった。
加賀 作次郎
町役場に勤めていた。定年を迎え、パチンコに勤しみながら孫娘を溺愛する日々を送る。長男家族と暮らしており、嫁も職に就いているので家事や孫の面倒をまめにこなす。70歳過ぎ。物語冒頭でひき逃げに遭い死亡。

## テレビドラマ
テレビ朝日開局50周年ドラマとして、2008年9月6日・7日に放送された。第一夜 (16.8%)、第二夜 (18.0%)。
恭子の幼少時の出来事、またピアニストという職業が加えられ、隆之らの勤め先が事務機メーカーから病院へと変わっている。最後は松本清張の『砂の器』を彷彿とさせるラストで幕を閉じる。

### キャスト
- 瀬野 恭子 - 米倉涼子：ピアニスト・瀬野病院理事長。夫である隆之と康子の策略により真弓を殺害した容疑者として何度も戸田と美晴の取り調べを受け、犯行を自供後に拘置所に拘留されるが、裁判で名取弁護士の尽力もあり一転して無罪放免となる。
- 高橋 康子 - 高岡早紀：出版社勤務。隆之の愛人。かつては舞台女優だった。
- 浜村 ゆかり - 葉月里緒菜：恭子の大学時代の後輩。恭子を「お姉さま」と呼び慕っている。
- 滝沢 加世 - 鈴木杏樹：舞台女優。恭子の大学時代の同級生。かつて隆之のことが好きだった。
- 瀬野 隆之 - 堺雅人：恭子の夫（後に離婚）。吉岡病院外科部長→瀬野病院長。恭子が不妊症である事を告げる。康子と愛人関係にあったが山中湖の別荘で2人の罠に嵌められた恭子が復讐として冷やしたグラスに仕込んだ青酸カリで康子と共に殺害される。
- 関口 真弓 - 中島ひろ子：瀬野病院看護師。自宅でパラミドシンを仕込んだ牛乳を飲み殺害されてしまう。
- 吉岡 達郎 - 中原丈雄：吉岡病院長。恭子の叔父。隆之の車でひき逃げに遭い死亡
- 橋本警視 - 名高達男：警視庁捜査一課班長
- 戸田 紫織 - 南野陽子：戸田の妻、妊娠中（のち出産）
- 篠原 悦子 - 前田美波里：瀬野病院看護部長
- 勝本 さち - 大森暁美：恭子がワイン店でぶつかった婦人
- 山内 - 不破万作：交通課刑事
- 中西 - 須永慶：署長
- 千葉 幹雄 - 西沢仁太
- 加藤 輝子 - 福地香代
- 佐伯 玉緒 - 華城季帆
- 田村 幸子 - 平岩紙：真弓の住むアパートの隣人
- 川口 久子 - 酒井麻吏：新幹線清掃員
- 杉野 妙子 - 島ひろ子：瀬野家お手伝い
- 花屋主人 - 桂小金治
- 大塚 美晴 - ともさかりえ：本郷西署刑事課警部補。戸田警部と共に捜査にあたる。
- 名取 悦男 - 渡哲也（特別出演）：達郎の親友で瀬野病院の顧問弁護士
- 戸田 克巳 - 舘ひろし：警視庁捜査一課警部
- その他 - 木村昇、宮下裕治、金井茂、北山雅康、桜井聖、松下恵、浜近高徳、唐沢民賢、森富士夫、兎本有紀、土田アシモ、酒井麻吏、美崎悠、松浦愛弓　ほか

### スタッフ
- 監督 - 和泉聖治
- 脚本 - 佐伯俊道
- 音楽 - 吉川清之
- ピアノ指導 - 中谷友美
- 警察監修 - 黒木昭雄
- 技術協力 - バスク、アップサイド
- スタジオ - 東京メディアシティ
- 企画協力 - 古賀誠一（オスカープロモーション）
- アソシエイトプロデューサー - 江森浩子（共同テレビ）
- チーフプロデューサー - 五十嵐文郎（テレビ朝日）
- プロデューサー - 藤本一彦（テレビ朝日）、井口喜一（共同テレビ）
- 制作プロダクション - 共同テレビ
- 制作著作 - テレビ朝日

### 遅れネット局
- YBS山梨放送（日本テレビ系列）
  - 第一夜は2008年12月29日月曜日11:55〜14:05、第二夜は同年12月30日火曜日12:00〜14:00。
- RKC高知放送（日本テレビ系列）
  - 第一夜は2009年1月4日日曜日15:00〜17:10、第二夜は同年1月5日月曜日11:55〜13:55。
- BSS山陰放送（TBS系列）
  - 第一夜は2009年1月10日土曜日12:00〜14:00、第二夜は同年1月11日日曜日14:00〜16:00。